# Мария Сиркова
Мария Сиркова е българска националреволюционерка.

## Биография
Мария Сиркова (Мария Тодорова Костова) е родена около 1840 г. в град Ловеч. Родовият ѝ корен е от с. Българене, Ловешко. Дъщеря е на Тодор Илчев Костов, който учи в град Ловеч занаят (сапунджилък) и се заселва тук. Омъжена е в първи брак за Никола Сирков (Халача). Семейната къща е в ловешкия квартал „Вароша“.
Съпругът ѝ Никола Сирков е член на Ловешкия частен революционен комитет на Вътрешната революционна организация (ВРО). Никола и Мария Сиркови нееднократно подслоняват и укриват Васил Левски в дома си. След залавянето на Левски, семейство Сиркови успяват да спасят архива му. Зашит е в самара на коня, с който Васил Левски пътува до Къкринското ханче. Никола Сирков умира през април 1873 г.
След освобождението на Ловеч от османско владичество, се омъжва втори път. Съпруг ѝ е Никола Цвятков (съратник на Васил Левски). Предават на Захари Стоянов най-важната част на архива на Апостола за научни изследвания, но впоследствие не им е върнат. Мария Сиркова е съхранила и негови лични вещи: сабя и кама, които предава и днес са в Музей „Васил Левски“ (Ловеч). Разказва спомените си на Захари Стоянов, професор Параскев Стоянов, Христо Иванов (Големия), Димитър Пъшков и Тодор Луканов.
Целодневна детска градина в Ловеч е наименувана „Мария Сиркова“.